# Italochrysa peringueyi
Italochrysa peringueyi is een insect uit de familie van de gaasvliegen (Chrysopidae), die tot de orde netvleugeligen (Neuroptera) behoort. 
Italochrysa peringueyi is voor het eerst wetenschappelijk beschreven door Esben-Petersen in 1920.